# Szczecinki pleurotergalne
Szczecinki pleurotergalne (łac. chaetae pleurotergales) – rodzaj szczecinek występujący na tułowiu muchówek.
Szczecinki te osadzone są na plurotergicie, przed nasadą przezmianek. Należą do silnie rozwiniętych szczecin. Układają się szereg. Najsilniej rozwinięte są u łowikowatych.